# Austrian Football League 2020
La Austrian Football League 2020 è stata la 36ª edizione del campionato di football americano di primo livello, organizzato dalla AFBÖ.
Il campionato è stato disputato a porte chiuse a causa della pandemia di COVID-19 del 2019-2021.

## Organizzazione pre-pandemia

### Squadre partecipanti
| Club                  | Città     | Stadio | Sponsor ufficiale | Risultato nella stagione 2019 |
| --------------------- | --------- | ------ | ----------------- | ----------------------------- |
| AFC Rangers Mödling   | Mödling   |        | SonicWall         |                               |
| Cineplexx Blue Devils | Hohenems  |        |                   |                               |
| Danube Dragons        | Vienna    |        |                   |                               |
| Graz Giants           | Graz      |        | Projekt Spielberg |                               |
| Prague Black Panthers | Praga     |        |                   |                               |
| Tirol Raiders         | Innsbruck |        | Swarco            |                               |
| Traun Steelsharks     | Traun     |        |                   |                               |
| Vienna Vikings        | Vienna    |        | Dacia             |                               |

### Stagione regolare

#### Calendario

##### 1ª giornata
| Graz 14 marzo 2020, ore 14:00 | Graz Giants | - – - | Danube Dragons | Stadion Eggenberg |

| Vienna 14 marzo 2020, ore 16:00 | Vienna Vikings | - – - | AFC Rangers Mödling | Hohe Warte Stadion |

| Hohenems 15 marzo 2020, ore 14:00 | Cineplexx Blue Devils | - – - | Traun Steelsharks | Stadion Herrenried |

| Innsbruck 15 marzo 2020, ore 16:00 | Tirol Raiders | - – - | Prague Black Panthers | Tivoli-Neu Stadion |

##### 2ª giornata
| Traun 28 marzo 2020, ore 14:00 | Traun Steelsharks | - – - | Graz Giants | Trauner Stadion |

| Mödling 28 marzo 2020, ore 15:00 | AFC Rangers Mödling | - – - | Tirol Raiders | Stadion Mödling |

| Vienna 29 marzo 2020, ore 14:00 | Danube Dragons | - – - | Vienna Vikings | Sportplatz Donaufeld |

| Praga 29 marzo 2020, ore 15:00 | Prague Black Panthers | - – - | Cineplexx Blue Devils | Stadion SK Prosek |

##### 3ª giornata
| Vienna 4 aprile 2020, ore 16:00 | Vienna Vikings | - – - | Tirol Raiders | Hohe Warte Stadion |

| Hohenems 5 aprile 2020, ore 14:00 | Cineplexx Blue Devils | - – - | Graz Giants | Stadion Herrenried |

| Praga 5 aprile 2020, ore 15:00 | Prague Black Panthers | - – - | Danube Dragons | Stadion SK Prosek |

| Mödling 5 aprile 2020, ore 16:00 | AFC Rangers Mödling | - – - | Traun Steelsharks | Stadion Mödling |

##### 4ª giornata
| Graz 18 aprile 2020, ore 15:00 | Graz Giants | - – - | AFC Rangers Mödling | Stadion Eggenberg |

| Traun 18 aprile 2020, ore 16:00 | Traun Steelsharks | - – - | Prague Black Panthers | Trauner Stadion |

| Hohenems 19 aprile 2020, ore 14:00 | Cineplexx Blue Devils | - – - | Danube Dragons | Stadion Herrenried |

| Innsbruck 19 aprile 2020, ore 16:00 | Tirol Raiders | - – - | Vienna Vikings | Tivoli-Neu Stadion |

##### 5ª giornata
| Vienna 2 maggio 2020, ore 14:00 | Danube Dragons | - – - | Cineplexx Blue Devils | Sportplatz Donaufeld |

| Graz 2 maggio 2020, ore 16:00 | Graz Giants | - – - | Tirol Raiders | Stadion Eggenberg |

| Traun 2 maggio 2020, ore 17:00 | Traun Steelsharks | - – - | Vienna Vikings | Trauner Stadion |

| Praga 3 maggio 2020, ore 15:00 | Prague Black Panthers | - – - | AFC Rangers Mödling | Stadion SK Prosek |

##### 6ª giornata
| Vienna 16 maggio 2020, ore 15:00 | Danube Dragons | - – - | Traun Steelsharks | Sportplatz Donaufeld |

| Vienna 16 maggio 2020, ore 17:00 | Vienna Vikings | - – - | Graz Giants | Hohe Warte Stadion |

| Hohenems 17 maggio 2020, ore 13:00 | Cineplexx Blue Devils | - – - | AFC Rangers Mödling | Stadion Herrenried |

| Praga 17 maggio 2020, ore 15:00 | Prague Black Panthers | - – - | Tirol Raiders | Stadion SK Prosek |

##### 7ª giornata
| Vienna 23 maggio 2020, ore 15:00 | Danube Dragons | - – - | Prague Black Panthers | Sportplatz Donaufeld |

| Mödling 23 maggio 2020, ore 15:00 | AFC Rangers Mödling | - – - | Vienna Vikings | Stadion Mödling |

| Graz 23 maggio 2020, ore 16:00 | Graz Giants | - – - | Traun Steelsharks | Stadion Eggenberg |

| Innsbruck 24 maggio 2020, ore 15:00 | Tirol Raiders | - – - | Cineplexx Blue Devils | Tivoli-Neu Stadion |

##### 8ª giornata
| Mödling 30 maggio 2020, ore 15:00 | AFC Rangers Mödling | - – - | Graz Giants | Stadion Mödling |

| Traun 30 maggio 2020, ore 16:00 | Traun Steelsharks | - – - | Cineplexx Blue Devils | Trauner Stadion |

| Vienna 30 maggio 2020, ore 17:00 | Vienna Vikings | - – - | Prague Black Panthers | Footballzentrum Ravelinstraße |

| Innsbruck 30 maggio 2020, ore 18:00 | Tirol Raiders | - – - | Danube Dragons | Tivoli-Neu Stadion |

##### 9ª giornata
| Vienna 13 giugno 2020, ore 13:00 | Danube Dragons | - – - | AFC Rangers Mödling | Sportplatz Donaufeld |

| Traun 13 giugno 2020, ore 14:00 | Traun Steelsharks | - – - | Tirol Raiders | Trauner Stadion |

| Graz 13 giugno 2020, ore 16:00 | Graz Giants | - – - | Prague Black Panthers | Stadion Eggenberg |

| Hohenems 14 giugno 2020, ore 14:00 | Cineplexx Blue Devils | - – - | Vienna Vikings | Stadion Herrenried |

##### 10ª giornata
| Mödling 20 giugno 2020, ore 15:00 | AFC Rangers Mödling | - – - | Cineplexx Blue Devils | Stadion Mödling |

| Vienna 20 giugno 2020, ore 16:00 | Vienna Vikings | - – - | Danube Dragons | Hohe Warte Stadion |

| Innsbruck 20 giugno 2020, ore 18:00 | Tirol Raiders | - – - | Graz Giants | Tivoli-Neu Stadion |

| Praga 21 giugno 2020, ore 15:00 | Prague Black Panthers | - – - | Traun Steelsharks | Stadion SK Prosek |

#### Classifica
La classifica della regular season è la seguente:
- PCT = percentuale di vittorie, G = partite giocate, V = partite vinte,  P = partite perse, PF = punti fatti, PS = punti subiti

| Pos. | Squadra               | PCT  | G | V | N | P | PF | PS |
| ---- | --------------------- | ---- | - | - | - | - | -- | -- |
| 1    | AFC Rangers Mödling   | .000 | 0 | 0 | 0 | 0 | 0  | 0  |
| 2    | Cineplexx Blue Devils | .000 | 0 | 0 | 0 | 0 | 0  | 0  |
| 3    | Danube Dragons        | .000 | 0 | 0 | 0 | 0 | 0  | 0  |
| 4    | Graz Giants           | .000 | 0 | 0 | 0 | 0 | 0  | 0  |
| 5    | Prague Black Panthers | .000 | 0 | 0 | 0 | 0 | 0  | 0  |
| 6    | Tirol Raiders         | .000 | 0 | 0 | 0 | 0 | 0  | 0  |
| 7    | Traun Steelsharks     | .000 | 0 | 0 | 0 | 0 | 0  | 0  |
| 8    | Vienna Vikings        | .000 | 0 | 0 | 0 | 0 | 0  | 0  |

### Playoff

#### Tabellone
La migliore delle qualificate in seguito alle Wild Card incontrerà in semifinale la seconda classificata della stagione regolare, mentre la peggiore incontrerà la prima.
|  | Wild Card | Wild Card | Wild Card |  |  | Semifinali | Semifinali | Semifinali |  |  | XXXVI Austrian Bowl | XXXVI Austrian Bowl | XXXVI Austrian Bowl |  |
|  |           |           |           |  |  |            |            |            |  |  |                     |                     |                     |  |
|  |           |           |           |  |  | 1          | TBD        |            |  |  |                     |                     |                     |  |
|  | 4         | TBD       |           |  |  |            | TBD        |            |  |  |                     |                     |                     |  |
|  | 5         | TBD       |           |  |  |            |            |            |  |  | TBD                 | TBD                 |                     |  |
|  |           |           |           |  |  |            |            | TBD        |  |  |                     |                     |                     |  |
|  |           |           |           |  |  | 2          | TBD        |            |  |  |                     |                     |                     |  |
|  | 3         | TBD       |           |  |  |            | TBD        |            |  |  |                     |                     |                     |  |
|  | 6         | TBD       |           |  |  |            |            |            |  |  |                     |                     |                     |  |

#### Wild Card
| 4 luglio 2020 | TBD | - – - | TBD |  |

| 5 luglio 2020 | TBD | - – - | TBD |  |

#### Semifinali
| 11 luglio 2020 | TBD | - – - | TBD |  |

| 12 luglio 2020 | TBD | - – - | TBD |  |

#### XXXVI Austrian Bowl
| Sankt Pölten 25 luglio 2020 | TBD | - – - | TBD | NV Arena |

## Organizzazione post-pandemia
A seguito della pandemia il campionato è stato riorganizzato con la partecipazione di due sole squadre

### Squadre partecipanti
| Club           | Città  | Stadio | Sponsor ufficiale | Risultato nella stagione 2019 |
| -------------- | ------ | ------ | ----------------- | ----------------------------- |
| Graz Giants    | Graz   |        | Projekt Spielberg |                               |
| Vienna Vikings | Vienna |        | Dacia             |                               |

### Stagione regolare

#### Calendario

##### 1ª giornata
| Graz 5 settembre 2020, ore 16:00 | Graz Giants | 19 – 31 (6-10 0-7 0-7 13-7) referto | Vienna Vikings | Stadion Eggenberg (700 spett.) |

##### 2ª giornata
| Vienna 12 settembre 2020, ore 16:00 | Vienna Vikings | 45 – 13 (21-0 14-6 10-0 0-7) referto | Graz Giants | Footballzentrum Ravelinstraße (440 spett.) |

##### 3ª giornata
| Vienna 26 settembre 2020, ore 16:00 | Vienna Vikings | 46 – 29 (14-6 13-7 6-9 13-7) referto | Graz Giants | Footballzentrum Ravelinstraße (400 spett.) |

##### 4ª giornata
| Graz 10 ottobre 2020, ore 16:00 | Graz Giants | - – - (annullata) | Vienna Vikings | Stadion Eggenberg |

## Verdetti
- Vienna Vikings Campioni dell'Austria 2020

## Marcatori
| Giocatore        | Sq.            | TD rush | TD recv | TD int | TD p.ret | TD k.ret | TD oth | Xp1 | Xp2 | FG | Saf | Totale |
| ---------------- | -------------- | ------- | ------- | ------ | -------- | -------- | ------ | --- | --- | -- | --- | ------ |
| Mayr             | Vienna Vikings | 0       | 5       | 0      | 0        | 0        | 0      | 0   | 0   | 0  | 0   | 30     |
| Seikovits        | Vienna Vikings | 0       | 4       | 0      | 0        | 0        | 0      | 0   | 0   | 0  | 0   | 24     |
| Tasic            | Vienna Vikings | 0       | 0       | 0      | 0        | 0        | 0      | 14  | 0   | 2  | 0   | 20     |
| Bierbaumer       | Graz Giants    | 0       | 3       | 0      | 0        | 0        | 0      | 0   | 0   | 0  | 0   | 18     |
| Schaaf           | Vienna Vikings | 0       | 2       | 0      | 0        | 0        | 0      | 0   | 0   | 0  | 0   | 12     |
| Schaberl         | Graz Giants    | 0       | 2       | 0      | 0        | 0        | 0      | 0   | 0   | 0  | 0   | 12     |
| A. Wegan         | Vienna Vikings | 1       | 1       | 1      | 0        | 0        | 0      | 0   | 0   | 0  | 0   | 12     |
| F. Wegan         | Vienna Vikings | 1       | 1       | 0      | 0        | 0        | 0      | 0   | 0   | 0  | 0   | 12     |
| Rock             | Graz Giants    | 1       | 0       | 0      | 0        | 0        | 0      | 3   | 0   | 0  | 0   | 9      |
| Nelson           | Graz Giants    | 0       | 0       | 0      | 0        | 1        | 0      | 0   | 0   | 0  | 1   | 8      |
| Komeyli-Birjandi | Graz Giants    | 0       | 1       | 0      | 0        | 0        | 0      | 0   | 0   | 0  | 0   | 6      |
| McEachern        | Graz Giants    | 1       | 0       | 0      | 0        | 0        | 0      | 0   | 0   | 0  | 0   | 6      |
| Misangumukini    | Vienna Vikings | 0       | 0       | 0      | 0        | 0        | 1      | 0   | 0   | 0  | 0   | 6      |
| Wappl            | Vienna Vikings | 0       | 1       | 0      | 0        | 0        | 0      | 0   | 0   | 0  | 0   | 6      |
| Kager            | Graz Giants    | 0       | 0       | 0      | 0        | 0        | 0      | 2   | 0   | 0  | 0   | 2      |

- Miglior marcatore: Mayr ( Vienna Vikings), 30

## Passer rating
La classifica tiene in considerazione soltanto i quarterback con almeno 10 lanci effettuati.
| Giocatore | Sq.            | G | Att | Comp | Int | Yds | TD | NFL    | NCAA   |
| --------- | -------------- | - | --- | ---- | --- | --- | -- | ------ | ------ |
| Clark     | Vienna Vikings | 3 | 95  | 66   | 0   | 932 | 13 | 140,44 | 197,04 |
| Gardner   | Graz Giants    | 1 | 21  | 8    | 2   | 84  | 2  | 128,24 | 178,56 |
| Hrouda    | Vienna Vikings | 1 | 15  | 10   | 1   | 163 | 1  | 97,36  | 166,61 |
| McEachern | Graz Giants    | 2 | 51  | 25   | 2   | 358 | 2  | 68,91  | 113,08 |
| Steinmair | Graz Giants    | 1 | 18  | 10   | 0   | 185 | 2  | 42,66  | 84,08  |

- Miglior QB: Clark ( Vienna Vikings), 197,04